# Michel Bonnevie
Michel Bonnevie, född 19 november 1921 i Chaville i Hauts-de-Seine, död 10 september 2018, var en fransk basketspelare.
Bonnevie blev olympisk silvermedaljör i basket vid sommarspelen 1948 i London.